# Stella Inda
Stella Inda ou Estela Inda (1917–1995) est une actrice mexicaine. Elle a été la vedette de plusieurs films mexicains, dont Los Olvidados de Luis Bunuel.

## Biographie
Stella nait le 28 juin 1917 à Patzcuaro au Mexique. Elle commence sa carrière dans le film à succès La Mujer del Puerto (1934).

## Filmographie
- 1934 : La Mujer del Puerto
- 1934 : Mujeres sin Alma
- 1937 : La mancha de sangre
- 1939 : La noche de los mayas
- 1943 : Santa
- 1944 : La Fuga
- 1944 : Bugambilia
- 1945 : Amok
- 1946 : Bodas trágicas
- 1947 : Capitaine de Castille
- 1950 : Los Olvidados
- 1952 : Le Révolté de Santa Cruz
- 1957 : La Momia azteca
- 1973 : Fé, Esperanza y Caridad

## Distinctions
- 1951 : Prix Ariel du meilleur second rôle féminin pour Los Olvidados
- 1953 : Prix Ariel de la meilleure actrice pour El rebozo de Soledad